# Antonio Ortega Gutiérrez

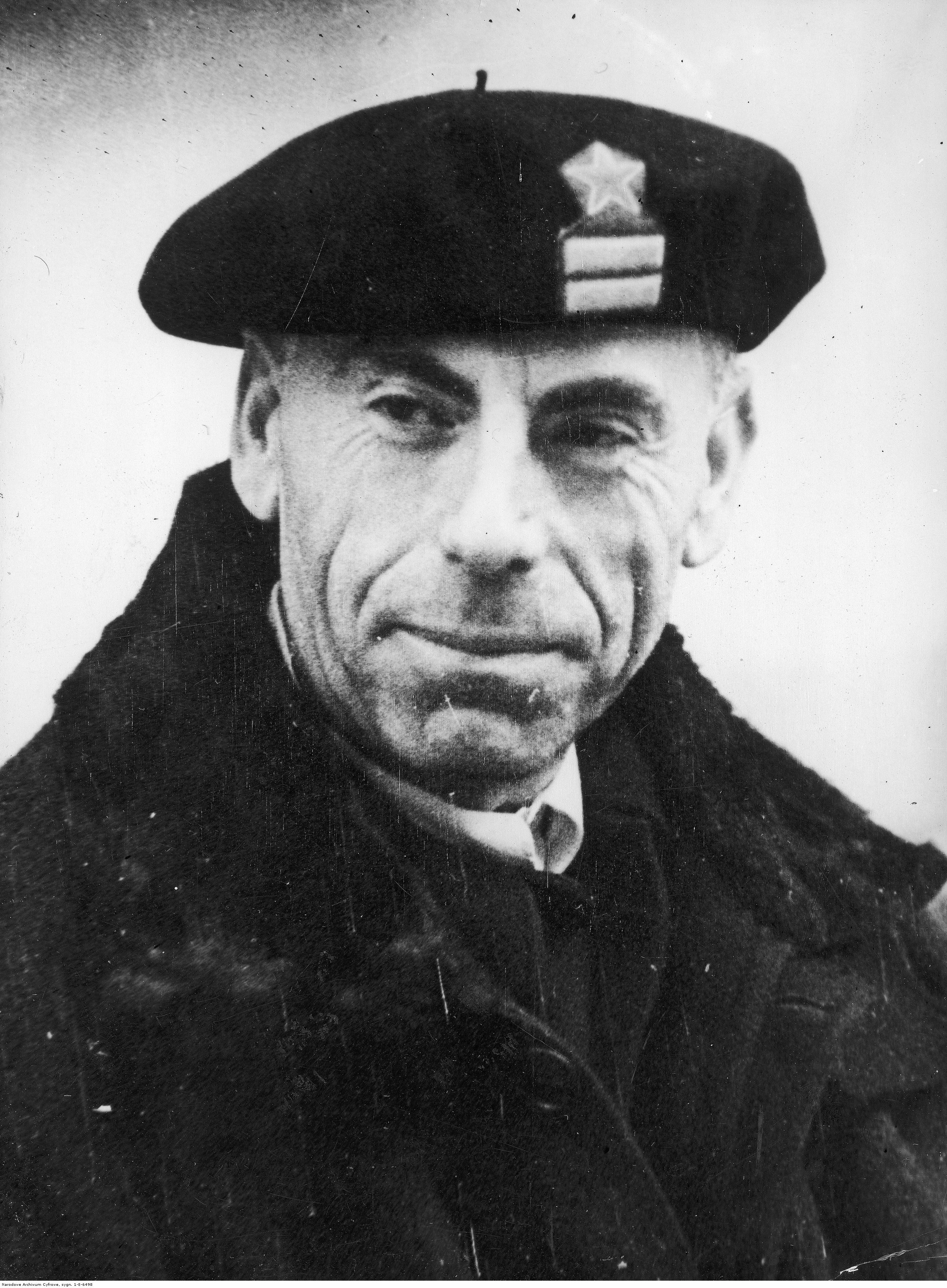
Antonio Ortega als Oberstleutnant 1937

Antonio Ortega Gutiérrez (* 17. Januar 1888, Rabé de las Calzadas; † 15. Juli 1939, Alicante) war ein spanischer Offizier, der als Republikaner am spanischen Bürgerkrieg teilnahm. Er erreichte den Rang eines Oberst und lenkte zeitweise die Dirección General de Seguridad (DGS) („Zentrale Polizeibehörde“), aber auch verschiedene Einheiten des Ejército Popular de la República. Wahrscheinlich von 1937 bis 1939 war er Mitglied des Partido Comunista de España.
Zeitweise amtierte er als Interimspräsident des republikanischen Real Madrid, das während der Zweiten Spanischen Republik Madrid FC (Foot-Ball Club) hieß.

## Biografie
Seine berufliche Karriere begann er 1906 beim Cuerpo de Carabineros (Zoll und Grenzpolizei). Im Dezember 1930 nahm er im Rahmen des pro-republikanischen Jaca-Aufstands am bewaffneten Angriff auf die Zivilregierung von San Sebastián teil. Er wurde deswegen strafrechtlich verfolgt, aber mit Einführung der Republik wurde das Verfahren 1931 eingestellt.
Juli 1936 bei Beginn des Bürgerkriegs war Ortega als Leutnant der Carabineros in Irún an der französisch-spanischen Grenze stationiert. Zu diesem Zeitpunkt war er bereits drei Jahrzehnte Teil der Carabineros.

### Bürgerkrieg

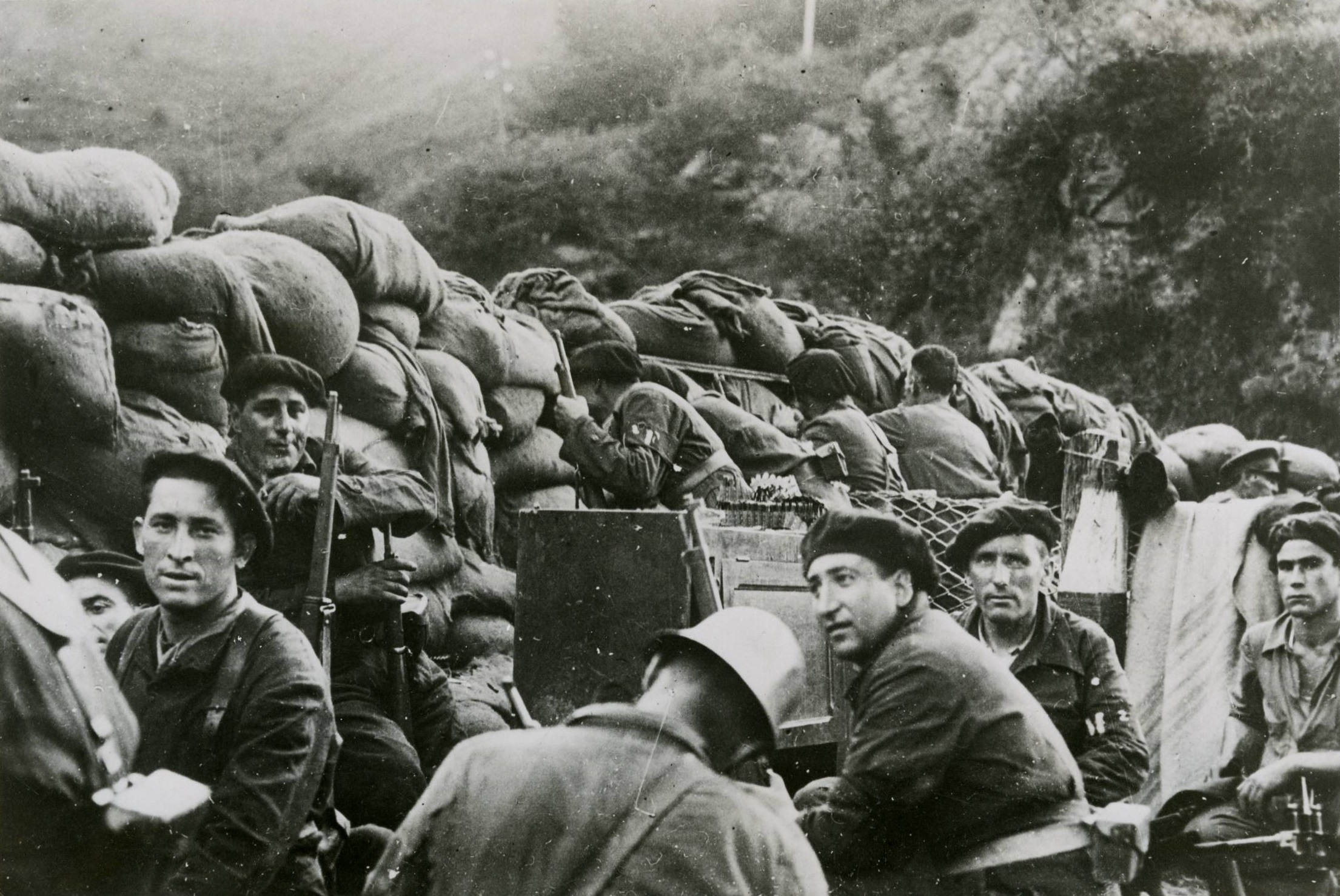
Republikanisches Militär während der Kämpfe um Irun 1936

Als der Bürgerkrieg begann, nahm er an der Verteidigung des Baskenlandes gegen die franquistische Aggression teil. Am 30. Juli führte er eine Eskorte von Milizsoldaten an, die den Conde de Romanones nach Frankreich brachte.
Er übernahm das Kommando über die republikanischen Streitkräfte im Guipúzcoa-Feldzug, nachdem Kommandant Augusto Pérez Garmendia am 28. Juli in Oiartzun gefangen genommen wurde. Zwischen August und September beteiligte er sich an den Kämpfen um Irún und San Sebastián. Am 6. August 1936 wurde er zum Militärgouverneur von San Sebastian ernannt. Als Militärgouverneur von San Sebastian ordnete er die Hinrichtung von acht Gefangenen und fünf Rebellenoffizieren als Vergeltung für die Beschießung von San Sebastián durch die franquistische Marine an. Am 2. November 1936 schied er nach der Einnahme San Sebastians mit der Gründung der baskischen Autonomieregierung als Gouverneur aus.
Er wurde zur Verteidigung von Madrid abkommandiert und kämpfte als Comandante in den Reihen der Baskischen Antifaschistischen Milizen, die unter dem Befehl von Oberst Emilio Alzugaray Goicoechea standen. Am 20. November wurde Alzugaray schwer verletzt und durch Ortega ersetzt. Der Einsatzbereich war die Ciudad Universitaria („Universitätsstadt“), der Klinikbereich und die Casa de Campo.
Am 26. November 1936 wurde aus der baskischen Kolonne die 40. Gemischte Brigade gebildet und Ortega zum Oberstleutnant befördert und zu ihrem Kommandeur ernannt. Am 31. Dezember wurde diese Brigade Teil der 7. Division von Oberst Prada. Am 7. April 1937 übernahm Prada das Kommando über das VI. Armeekorps und Ortega wurde Chef der 7. Division.
Am 28. Mai 1937 beförderte ihn die neue republikanische Regierung von Juan Negrín zum Generaldirektor für Sicherheit in der Erwartung, dass Ortega Negríns Plan einer Wiederherstellung der öffentlichen Ordnung unterstützen würde. Es stellte sich heraus, dass er zu diesem Zeitpunkt der Kommunistischen Partei (PCE) beigetreten war. Negrín kommentierte später, dass Ortega nie ernannt worden wäre, hätte er seine Bindung an die PCE gekannt. Paul Preston hält diese Personalie für „nefasto (katastrophal)“. Nach Angaben des Historikers Hugh Thomas war Ortega für die Verhaftung von Andreu Nin und anderer Führer der (POUM) verantwortlich. Diese These unterstützt Paul Preston. Die Verhaftung und die anschließende Entführung von Andreu Nin durch sowjetische Agenten im Dienste Stalins führten zu internationalen Protesten. Das Ansehen der spanischen Demokratie litt. Negrín selbst ließ untersuchen, wie es zum Verschwinden von Andreu Nin kommen konnte. Ortega stellte sich bei den Befragungen durch den Innenstaatssekretär Vidarte so ungeschickt an, dass Vidarte gesagt haben soll: „Oiga, coronel, o usted es idiota o cree que yo lo soy (Hören Sie, Oberst, entweder sind Sie ein Idiot oder Sie glauben, dass ich einer bin).“ Um den Affront gegenüber der PCE abzumildern, gab man als formale Begründung seiner Entlassung an, er werde an der Front auf einem Kommandoposten gebraucht. Die Entlassung erfolgte am 18. Juli. Ortega befehligte anschließend für einige Zeit das VI. Armeekorps.
Vom 30. Mai 1938 bis zum März 1939 war er Kommandeur des III. Armeekorps. Während des Casado-Putsches unterstützte er die Einheiten der Obersten Luis Barceló und Emilio Bueno Núñez. Trotz seiner Mitgliedschaft in der PCE bot er sich, als sich die Situation zugunsten der Einheiten des Verteidigungsrates drehte, als Vermittler zwischen den Juan Negrín gegenüber loyalen Kräften und den Casadistas an. Nach Casados Putsch, wurde er als Chef des III. Korps entlassen.
Danach setzte er sich Richtung Alicante ab, um auf einem Schiff Spanien zu verlassen. Doch wurde er am 13. April 1939 von den Franquisten festgenommen, in den Campos de Concentración de Los Almendros (Alicante) und in Albatera (Provinz Alicante) und schließlich im Castillo de Santa Bárbara mit anderen republikanischen Offizieren gefangen gehalten, in einem proceso sumarísimo („sehr kurzen Prozess“) zum Tode verurteilt und am 15. Juli 1939 hingerichtet.
Er liegt auf dem Cementerio municipal (Gemeindefriedhof) von Alicante in einem Massengrab (fosa comun:508/2009 ALIC) mit 80 anderen Menschen.

## Interimspräsident desMadrid FC

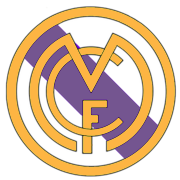
Logo Madrid FC ohne Krone

Während des Bürgerkriegs war er Interimspräsident des Madrid FC.
Der Verein war wie andere auch nach dem Militärputsch am 4. August 1936 in die Federación Cultural Deportiva Obrera („Kulturverband Arbeitersport“), Organ der das republikanische Spanien im Bürgerkrieg regierende Frente Popular, überführt worden. Deren Vorsitzender war Juan José Vallejo.
Im Laufe des Jahres 1938 wurde Antonio Ortega Interimspräsident von Madrid FC. Über den Club im Jahre 1938 sagte der technische Direktor Hernandez Coronado von Madrid FC in einem Interview:

«El Madrid no ha suspendido en ningún momento su labor deportiva. Nuestro campo de deportes es hoy escenario magnífico de los jóvenes guerreros que se especializan en diversas modalidades. La marcha del club es más brillante de lo que se esperaba porque un grupo de socios satisface con toda normalidad sus cuotas. Si a esto agregamos la piscina, la única pública que funciona en Madrid, nos arreglamos para no deber nada»

„Der Sportbetrieb des Vereins wurde zu keinem Zeitpunkt unterbrochen. Unser Sportzentrum ist heute ein großartiger Ort für die verschiedenen Sportarten der jungen Soldaten. Es läuft besser, als zu erwarten war, weil ein Teil der Mitglieder ganz normal ihren Beitrag zahlt. Dazu kommt noch das einzige geöffnete, private Schwimmbad in Madrid im Besitz des Vereins, das für einen ausgeglichenen Haushalt sorgt.“

Sport war für Ortega Gutiérrez die körperliche Fitness, die Soldaten benötigten, und Ablenkung von der Realität des Krieges. Er wollte für die Bevölkerung ein großes Stadion bauen lassen, wie später Santiago Bernabéu:

«El Madrid, y yo estimaré que así sea, debe conseguir el mejor campo deportivo de España, el más importante estadio. Madrid, que se ha ganado heroicamente su capitalidad, debe tener todo aquello que poseen otras ciudades que han sido más frívolas con relación a la guerra.»

„Der Madrid FC - und ich glaube, dass es so sein wird - muss die beste Sportstätte Spaniens, das wichtigste Stadion erhalten. Madrid, das sich seinen Hauptstadtstatus heldenhaft verdient hat, muss alles haben, was andere Städte haben, die sich im Hinblick auf den Krieg nachlässiger verhalten haben.“

## Bibliografie
- Michael Alpert: The Republican Army in the Spanish Civil War, 1936–1939. Cambridge University Press, Cambridge 2013, ISBN 978-1-107-02873-9.
- Ángel Bahamonde Magro, Javier Cervera Gil: Así terminó la Guerra de Españal. Marcial Pons, Madrid 1999, ISBN 84-95379-00-7.
- Burnett Bullonten: La guerra civil española. Revolución y contrarrevolución. Alianza Editorial, Madrid 2005, ISBN 978-84-206-9712-3.
- Guillermo Guillermo Cabanellas: La Guerra civil y la victoria. Tebas, Madrid 1978, ISBN 84-7273-099-9.
- Carlos Engel: Historia de las Brigadas Mixtas del Ejército Popular de la República. Almena, Madrid 1999, ISBN 84-922644-7-0.
- Julian García Candau: El deporte en la Guerra Civil. Espasa Calpe, Barcelona 2007, ISBN 978-84-670-2622-1.
- Luis María Jiménez de Aberasturi Corta: Crónica de la guerra en el norte (1936–1937). Txertoa, 2003, ISBN 978-84-7148-369-0.
- Paul Preston: El Holocausto Español. Odio y Exterminio en la Guerra Civil y después. Debolsillo, Barcelona 2013, ISBN 978-84-663-7453-8.
- Francisco J. Romero Salvadó: Historical Dictionary of the Spanish Civil . Scarecrow Press 2013, ISBN 978-0-8108-8009-2.
- Ramón Salas Larrazábal: Historia del Ejército Popular de a República. La Esfera de los libros, Madrid 2006, ISBN 978-84-9734-465-4.
- Hugh Thomas: La guerra civil española. Editorial Grijalbo. Barcelona 1984, ISBN 978-84-253-2767-4.
- Hugh Thomas: The Spanish Civil War. Penguin Books, London 2001, ISBN 978-0-14-101161-5.
- Cristobál Zaragoza: Ejército Popular y militares de la República, 1936–1939. Planeta, Barcelona 1983, ISBN 978-84-320-4288-1.